# Mihama, Mie
Mihama (御浜町 Mihama-chō) là thị trấn thuộc huyện Minamimuro, tỉnh Mie, Nhật Bản. Tính đến ngày 1 tháng 10 năm 2020, dân số ước tính thị trấn là 8.079 người và mật độ dân số là 92 người/km2. Tổng diện tích thị trấn là 88,13 km2.

## Địa lý

### Đô thị lân cận
- Mie
  - Kumano
  - Kihō